# Barkal
Barkal (en bengali : বরকল) est une upazila du district de Rangamati (division de Chittagong, Bangladesh). Sa superficie est de 760,89 km2.

## Démographie
En 1991, on y dénombrait 28 839 habitants.